# Buthiers (Sena i Marne)
Buthiers és un municipi francès, situat al departament del Sena i Marne i a la regió d'Illa de França. L'any 2007 tenia 750 habitants.
Forma part del cantó de Fontainebleau, del districte de Fontainebleau i de la Comunitat de comunes Pays de Nemours.

## Demografia

### Població
El 2007 la població de fet de Buthiers era de 750 persones. Hi havia 296 famílies, de les quals 76 eren unipersonals (32 homes vivint sols i 44 dones vivint soles), 96 parelles sense fills, 104 parelles amb fills i 20 famílies monoparentals amb fills.
La població ha evolucionat segons el següent gràfic:
Habitants censats

### Habitatges
El 2007 hi havia 431 habitatges, 307 eren l'habitatge principal de la família, 94 eren segones residències i 30 estaven desocupats. 425 eren cases i 4 eren apartaments. Dels 307 habitatges principals, 255 estaven ocupats pels seus propietaris, 44 estaven llogats i ocupats pels llogaters i 8 estaven cedits a títol gratuït; 4 tenien una cambra, 18 en tenien dues, 49 en tenien tres, 74 en tenien quatre i 162 en tenien cinc o més. 239 habitatges disposaven pel capbaix d'una plaça de pàrquing. A 131 habitatges hi havia un automòbil i a 154 n'hi havia dos o més.

### Piràmide de població
La piràmide de població per edats i sexe el 2009 era:
| Homes | Edats   | Dones |
| ----- | ------- | ----- |
| 0     | 95 o +  | 0     |
| 0     | 90 a 94 | 4     |
| 4     | 85 a 89 | 4     |
| 12    | 80 a 84 | 4     |
| 12    | 75 a 79 | 8     |
| 20    | 70 a 74 | 24    |
| 8     | 65 a 69 | 24    |
| 8     | 60 a 64 | 20    |
| 20    | 55 a 59 | 20    |
| 24    | 50 a 54 | 8     |
| 16    | 45 a 49 | 20    |
| 40    | 40 a 44 | 36    |
| 32    | 35 a 39 | 32    |
| 28    | 30 a 34 | 12    |
| 8     | 25 a 29 | 16    |
| 4     | 20 a 24 | 12    |
| 24    | 15 a 19 | 20    |
| 20    | 10 a 14 | 24    |
| 24    | 5 a 9   | 36    |
| 8     | 0 a 4   | 12    |

## Economia
El 2007 la població en edat de treballar era de 495 persones, 361 eren actives i 134 eren inactives. De les 361 persones actives 331 estaven ocupades (188 homes i 143 dones) i 30 estaven aturades (16 homes i 14 dones). De les 134 persones inactives 54 estaven jubilades, 41 estaven estudiant i 39 estaven classificades com a «altres inactius».

### Ingressos
El 2009 a Buthiers hi havia 319 unitats fiscals que integraven 765 persones, la mediana anual d'ingressos fiscals per persona era de 23.007 €.

### Activitats econòmiques
Dels 40 establiments que hi havia el 2007, 2 eren d'empreses extractives, 1 d'una empresa alimentària, 3 d'empreses de fabricació d'altres productes industrials, 9 d'empreses de construcció, 4 d'empreses de comerç i reparació d'automòbils, 2 d'empreses de transport, 4 d'empreses d'hostatgeria i restauració, 6 d'empreses d'informació i comunicació, 1 d'una empresa immobiliària, 4 d'empreses de serveis, 1 d'una entitat de l'administració pública i 3 d'empreses classificades com a «altres activitats de serveis».
Dels 10 establiments de servei als particulars que hi havia el 2009, 1 era un paleta, 2 lampisteries, 2 electricistes, 1 empresa de construcció i 4 restaurants.
L'any 2000 a Buthiers hi havia 5 explotacions agrícoles que ocupaven un total de 780 hectàrees.

## Equipaments sanitaris i escolars
El 2009 hi havia una escola elemental.

## Poblacions més properes
El següent diagrama mostra les poblacions més properes.